# Sleepy Hollow (Fernsehserie)/Episodenliste

Logo zur Serie

Diese Episodenliste enthält alle Episoden der US-amerikanischen Mysteryserie Sleepy Hollow, sortiert nach der US-amerikanischen Erstausstrahlung. Zwischen 2013 und 2017 entstanden in vier Staffeln insgesamt 62 Episoden mit einer Länge von jeweils etwa 42 Minuten.

## Übersicht
| Staffel | Episodenanzahl | Erstausstrahlung USA | Erstausstrahlung USA | Deutschsprachige Erstausstrahlung | Deutschsprachige Erstausstrahlung |
| Staffel | Episodenanzahl | Staffelpremiere      | Staffelfinale        | Staffelpremiere                   | Staffelfinale                     |
| ------- | -------------- | -------------------- | -------------------- | --------------------------------- | --------------------------------- |
| 1       | 13             | 16. September 2013   | 20. Januar 2014      | 5. Februar 2014                   | 19. November 2014                 |
| 2       | 18             | 22. September 2014   | 23. Februar 2015     | 2. März 2015                      | 6. Juli 2015                      |
| 3       | 18             | 1. Oktober 2015      | 8. April 2016        | 4. April 2016                     | 1. August 2016                    |
| 4       | 13             | 6. Januar 2017       | 31. März 2017        | 6. September 2017                 | 29. November 2017                 |

## Staffel 1
Die Erstausstrahlung der ersten Staffel war vom 16. September 2013 bis zum 20. Januar 2014 auf dem US-amerikanischen Fernsehsender Fox zu sehen. Die deutschsprachige Erstausstrahlung der ersten vier Episoden sendete der Free-TV-Sender ProSieben vom 5. bis zum 26. Februar 2014. Die restlichen neun Episoden wurden vom 8. Oktober bis zum 19. November 2014 auf ProSieben Maxx ausgestrahlt.
| Nr. (ges.) | Nr. (St.) | Deutscher Titel       | Originaltitel             | Erstausstrahlung USA | Deutschsprachige Erstausstrahlung (D) | Regie            | Drehbuch | Quoten (USA) |
| ---------- | --------- | --------------------- | ------------------------- | -------------------- | ------------------------------------- | ---------------- | --- | ------------ |
| 1          | 1         | Der kopflose Reiter   | Pilot                     | 16. Sep. 2013        | 5. Feb. 2014                          | Len Wiseman      | Alex Kurtzman, Roberto Orci & Phillip Iscove Idee: Roberto Orci, Alex Kurtzman, Phillip Iscove & Len Wiseman | 10,100 Mio.  |
| 2          | 2         | Blutmond              | Blood Moon                | 23. Sep. 2013        | 12. Feb. 2014                         | Ken Olin         | Roberto Orci, Alex Kurtzman & Mark Goffman                                                                   | 8,590 Mio.   |
| 3          | 3         | Vier Tage Schlaf      | For the Triumph of Evil   | 30. Sep. 2013        | 19. Feb. 2014                         | John Showalter   | Jose Molina Idee: Phillip Iscove                                                                             | 7,970 Mio.   |
| 4          | 4         | Der Name der Bestie   | The Lesser Key of Solomon | 7. Okt. 2013         | 26. Feb. 2014                         | Paul Edwards     | Damian Kindler                                                                                               | 7,960 Mio.   |
| 5          | 5         | Die verlorene Kolonie | John Doe                  | 14. Okt. 2013        | 8. Okt. 2014                          | Ernest Dickerson | Melissa Blake                                                                                                | 7,590 Mio.   |
| 6          | 6         | Geborgte Zeit         | The Sin Eater             | 4. Nov. 2013         | 15. Okt. 2014                         | Ken Olin         | Alex Kurtzman & Mark Goffman Idee: Aaron Rahsaan Thomas                                                      | 7,077 Mio.   |
| 7          | 7         | Der Mitternachtsritt  | The Midnight Ride         | 11. Nov. 2013        | 22. Okt. 2014                         | Doug Aarniokoski | Heather V. Regnier                                                                                           | 7,033 Mio.   |
| 8          | 8         | Der beste Freund      | Necromancer               | 18. Nov. 2013        | 29. Okt. 2014                         | Paul Edwards     | Mark Goffman & Phillip Iscove                                                                                | 7,092 Mio.   |
| 9          | 9         | Das Geisterhaus       | Sanctuary                 | 25. Nov. 2013        | 5. Nov. 2014                          | Liz Friedlander  | Damian Kindler & Chitra Elizabeth Sampath                                                                    | 6,562 Mio.   |
| 10         | 10        | Der Preis des Lebens  | The Golem                 | 9. Dez. 2013         | 12. Nov. 2014                         | J. Miller Tobin  | Mark Goffman & Jose Molina Idee: Alex Kurtzman                                                               | 6,652 Mio.   |
| 11         | 11        | Washingtons Bibel     | Vessel                    | 13. Jan. 2014        | 19. Nov. 2014                         | Romeo Tirone     | Melissa Blake Idee: Mark Goffman & David McMillan                                                            | 6,462 Mio.   |
| 12         | 12        | Der Unverzichtbare    | The Indispensable Man     | 20. Jan. 2014        | 19. Nov. 2014                         | Adam Kane        | Damian Kindler & Heather V. Regnier Idee: Sam Chalsen                                                        | 6,823 Mio.   |
| 13         | 13        | Hölle auf Erden       | Bad Blood                 | 20. Jan. 2014        | 19. Nov. 2014                         | Ken Olin         | Alex Kurtzman & Mark Goffman                                                                                 | 7,047 Mio.   |

## Staffel 2
Die Erstausstrahlung der zweiten Staffel fand vom 22. September 2014 bis zum 23. Februar 2015 auf dem US-amerikanischen Fernsehsender Fox statt. Die deutschsprachige Erstausstrahlung sendet der Free-TV-Sender ProSieben Maxx seit dem 2. März 2015.
| Nr. (ges.) | Nr. (St.) | Deutscher Titel                | Originaltitel            | Erstausstrahlung USA | Deutschsprachige Erstausstrahlung (D) | Regie            | Drehbuch                                              | Quoten (USA) |
| ---------- | --------- | ------------------------------ | ------------------------ | -------------------- | ------------------------------------- | ---------------- | ----------------------------------------------------- | ------------ |
| 14         | 1         | Der Schlüssel                  | This Is War              | 22. Sep. 2014        | 2. März 2015                          | Ken Olin         | Mark Goffman                                          | 5,509 Mio.   |
| 15         | 2         | Der Ebenbürtige                | The Kindred              | 29. Sep. 2014        | 9. März 2015                          | Paul Edwards     | Mark Goffman & Albert Kim                             | 5,065 Mio.   |
| 16         | 3         | Die verfluchte Münze           | Root of All Evil         | 6. Okt. 2014         | 16. März 2015                         | Jeffrey Hunt     | Melissa Blake & Donald Todd                           | 4,460 Mio.   |
| 17         | 4         | Der Rattenfänger               | Go Where I Send Thee…    | 13. Okt. 2014        | 23. März 2015                         | Doug Aarniokoski | Damian Kindler                                        | 4,763 Mio.   |
| 18         | 5         | Die weinende Frau              | The Weeping Lady         | 20. Okt. 2014        | 30. März 2015                         | Larry Teng       | M. Raven Metzner                                      | 5,022 Mio.   |
| 19         | 6         | Blick in den Abgrund           | And the Abyss Gazes Back | 27. Okt. 2014        | 13. Apr. 2015                         | Doug Aarniokoski | Heather V. Regnier                                    | 4,621 Mio.   |
| 20         | 7         | Dämon im Leib                  | Deliverance              | 3. Nov. 2014         | 20. Apr. 2015                         | Nick Copus       | Sam Chalsen & Nelson Greaves                          | 4,521 Mio.   |
| 21         | 8         | Succubus                       | Heartless                | 10. Nov. 2014        | 27. Apr. 2015                         | David Boyd       | Albert Kim                                            | 4,648 Mio.   |
| 22         | 9         | Wie die Mutter, so die Tochter | Mama                     | 17. Nov. 2014        | 4. Mai 2015                           | Wendey Stanzler  | Damian Kindler                                        | 4,684 Mio.   |
| 23         | 10        | Das Schwert des Methusalem     | Magnum Opus              | 24. Nov. 2014        | 11. Mai 2015                          | Doug Aarniokoski | Donald Todd                                           | 4,281 Mio.   |
| 24         | 11        | Das Opfer                      | The Akeda                | 1. Dez. 2014         | 18. Mai 2015                          | Dwight Little    | Mark Goffman                                          | 4,505 Mio.   |
| 25         | 12        | Der schwarze Engel             | Paradise Lost            | 5. Jan. 2015         | 1. Juni 2015                          | Russell Fine     | M. Raven Metzner                                      | 4,481 Mio.   |
| 26         | 13        | Bild des Schreckens            | Pittura Infamante        | 19. Jan. 2015        | 8. Juni 2015                          | John R. Leonetti | Melissa Blake                                         | 4,194 Mio.   |
| 27         | 14        | Eisen und Feuer                | Kali Yuga                | 26. Jan. 2015        | 15. Juni 2015                         | Doug Aarniokoski | Sam Chalsen & Nelson Greaves Idee: Heather V. Regnier | 4,370 Mio.   |
| 28         | 15        | Der Hexenmeister               | Spellcaster              | 2. Feb. 2015         | 22. Juni 2015                         | Paul Edwards     | Albert Kim                                            | 4,377 Mio.   |
| 29         | 16        | Gefangen unter der Erde        | What Lies Beneath        | 9. Feb. 2015         | 29. Juni 2015                         | Dwight Little    | Damian Kindler Idee: Damian Kindler & Phillip Iscove  | 3,871 Mio.   |
| 30         | 17        | Der Schlag der Glocke          | Awakening                | 16. Feb. 2015        | 6. Juli 2015                          | Doug Aarniokoski | M. Raven Metzner                                      | 4,473 Mio.   |
| 31         | 18        | Reise durch die Zeit           | Tempus Fugit             | 23. Feb. 2015        | 6. Juli 2015                          | Paul Edwards     | Mark Goffman                                          | 4,352 Mio.   |

## Staffel 3
Die Erstausstrahlung der dritten Staffel war vom 1. Oktober 2015 bis zum 8. April 2016 auf dem US-amerikanischen Fernsehsender Fox zu sehen. Die deutschsprachige Erstausstrahlung sendete der Free-TV-Sender ProSieben Maxx vom 4. April bis zum 1. August 2016.
| Nr. (ges.) | Nr. (St.) | Deutscher Titel         | Originaltitel              | Erstausstrahlung USA | Deutschsprachige Erstausstrahlung (D) | Regie              | Drehbuch                                         | Quoten (USA) |
| ---------- | --------- | ----------------------- | -------------------------- | -------------------- | ------------------------------------- | ------------------ | ------------------------------------------------ | ------------ |
| 32         | 1         | Das Weiße im Auge       | I, Witness                 | 1. Okt. 2015         | 4. Apr. 2016                          | Peter Weller       | Albert Kim                                       | 3,456 Mio.   |
| 33         | 2         | Der Flüstergeist        | Whispers in the Dark       | 8. Okt. 2015         | 11. Apr. 2016                         | Russell Fine       | M. Raven Metzner                                 | 3,269 Mio.   |
| 34         | 3         | Blut und Furcht         | Blood and Fear             | 15. Okt. 2015        | 18. Apr. 2016                         | Kate Dennis        | Damian Kindler                                   | 2,972 Mio.   |
| 35         | 4         | Blumen des Bösen        | The Sisters Mills          | 22. Okt. 2015        | 25. Apr. 2016                         | Guillermo Navarro  | Heather V. Regnier                               | 2,893 Mio.   |
| 36         | 5         | Griechisches Feuer      | Dead Men Tell No Tales     | 29. Okt. 2015        | 2. Mai 2016                           | Russell Fine       | Sam Chalsen & Nelson Greaves                     | 4,572 Mio.   |
| 37         | 6         | Die rote Paranoia       | This Red Lady from Caribee | 5. Nov. 2015         | 9. Mai 2016                           | Olatunde Osunsanmi | Shernold Edwards                                 | 3,039 Mio.   |
| 38         | 7         | Hyänen aus der Hölle    | The Art of War             | 12. Nov. 2015        | 16. Mai 2016                          | Hanelle Culpepper  | Joe Webb                                         | 3,015 Mio.   |
| 39         | 8         | Novus Ordo Seclorum     | Novus Ordo Seclorum        | 19. Nov. 2015        | 23. Mai 2016                          | Russell Fine       | Leigh Dana Jackson                               | 2,804 Mio.   |
| 40         | 9         | Der Rache-Dämon         | One Life                   | 5. Feb. 2016         | 30. Mai 2016                          | Kate Dennis        | Albert Kim                                       | 3,129 Mio.   |
| 41         | 10        | Die Katakomben          | Incident At Stone Manor    | 12. Feb. 2016        | 6. Juni 2016                          | Dwight Little      | M. Raven Metzner                                 | 3,160 Mio.   |
| 42         | 11        | Die Glasharmonika       | Kindred Spirits            | 19. Feb. 2016        | 13. Juni 2016                         | Olatunde Osunsanmi | Heather V. Regnier                               | 3,094 Mio.   |
| 43         | 12        | Der goldene Skarabäus   | Sins of the Father         | 26. Feb. 2016        | 20. Juni 2016                         | Wendey Stanzler    | Damian Kindler                                   | 2,964 Mio.   |
| 44         | 13        | Das Monster von Jersey  | Dark Mirror                | 4. März 2016         | 27. Juni 2016                         | Sylvain White      | Sam Chalsen & Nelson Greaves                     | 2,960 Mio.   |
| 45         | 14        | Es wird nie enden       | Into the Wild              | 11. März 2016        | 4. Juli 2016                          | Paul A. Edwards    | Albert Kim                                       | 2,905 Mio.   |
| 46         | 15        | Das Thura-Emblem        | Incommunicado              | 18. März 2016        | 11. Juli 2016                         | Russell Fine       | Shernold Edwards & Heather V. Regnier            | 2,827 Mio.   |
| 47         | 16        | Der ewige Soldat        | Dawn’s Early Light         | 25. März 2016        | 18. Juli 2016                         | Paul Edwards       | Leigh Dana Jackson, Sam Chalsen & Nelson Greaves | 2,524 Mio.   |
| 48         | 17        | Diese Welt soll brennen | Delaware                   | 1. Apr. 2016         | 25. Juli 2016                         | Marc Roskin        | Damian Kindler                                   | 2,621 Mio.   |
| 49         | 18        | Zwischen Leben und Tod  | Ragnarok                   | 8. Apr. 2016         | 1. Aug. 2016                          | Russell Fine       | M. Raven Metzner                                 | 2,962 Mio.   |

## Staffel 4
Die Erstausstrahlung der vierten Staffel war vom 6. Januar bis zum 31. März 2017 auf dem US-amerikanischen Fernsehsender Fox zu sehen. Die deutschsprachige Erstausstrahlung sendete der Pay-TV-Sender FOX seit dem 6. September 2017.
| Nr. (ges.) | Nr. (St.) | Deutscher Titel               | Originaltitel               | Erstausstrahlung USA | Deutschsprachige Erstausstrahlung (D) | Regie             | Drehbuch         | Quoten (USA) |
| ---------- | --------- | ----------------------------- | --------------------------- | -------------------- | ------------------------------------- | ----------------- | ---------------- | ------------ |
| 50         | 1         | Columbia                      | Columbia                    | 6. Jan. 2017         | 6. Sep. 2017                          | Russell Fine      | Albert Kim       | 2,186 Mio.   |
| 51         | 2         | Das schweigende Mädchen       | In Plain Sight              | 13. Jan. 2017        | 13. Sep. 2017                         | Marc Roskin       | Bryan Q. Miller  | 2,139 Mio.   |
| 52         | 3         | Der Kopf der Präsidentin      | Heads of State              | 20. Jan. 2017        | 20. Sep. 2017                         | Kellie Cyrus      | M. Raven Metzner | 1,910 Mio.   |
| 53         | 4         | Der Kokon der Verzweiflung    | The People v. Ichabod Crane | 27. Jan. 2017        | 27. Sep. 2017                         | Jim O’Hanlon      | Sam Chalsen      | 2,158 Mio.   |
| 54         | 5         | Der Stein der Weisen          | Blood from a Stone          | 3. Feb. 2017         | 4. Okt. 2017                          | Marc Roskin       | Theo Travers     | 1,825 Mio.   |
| 55         | 6         | Das Elixier des ewigen Lebens | Homecoming                  | 10. Feb. 2017        | 11. Okt. 2017                         | Jim O’Hanlon      | Joe Webb         | 2,002 Mio.   |
| 56         | 7         | Die Vaterfigur                | Loco Parentis               | 17. Feb. 2017        | 18. Okt. 2017                         | Russell Fine      | Zoë Green        | 1,817 Mio.   |
| 57         | 8         | Feuergrippe                   | Sick Burn                   | 24. Feb. 2017        | 25. Okt. 2017                         | Darnell Martin    | Joey Falco       | 1,779 Mio.   |
| 58         | 9         | Mister Stitch                 | Child’s Play                | 3. März 2017         | 1. Nov. 2017                          | Michael Goi       | Francisca X. Hu  | 1,879 Mio.   |
| 59         | 10        | Unersättlich                  | Insatiable                  | 10. März 2017        | 8. Nov. 2017                          | Steven A. Adelson | Keely MacDonald  | 1,740 Mio.   |
| 60         | 11        | Arma Mutata                   | The Way of the Gun          | 17. März 2017        | 15. Nov. 2017                         | Russell Fine      | Bryan Q. Miller  | 1,815 Mio.   |
| 61         | 12        | Das Mädchen aus der Zukunft   | Tomorrow                    | 24. März 2017        | 22. Nov. 2017                         | Marc Roskin       | Albert Kim       | 1,959 Mio.   |
| 62         | 13        | Die Regeln der Hölle          | Freedom                     | 31. März 2017        | 29. Nov. 2017                         | Russell Fine      | M. Raven Metzner | 1,720 Mio.   |